# Piscine dans un harem
La Piscine du harem ou Piscine dans un harem (en russe : Бассейн в гареме) est une peinture à l'huile sur toile de l'artiste français Jean-Léon Gérôme, réalisée vers 1876 et conservée au musée de l'Ermitage à Saint-Pétersbourg.

## Histoire

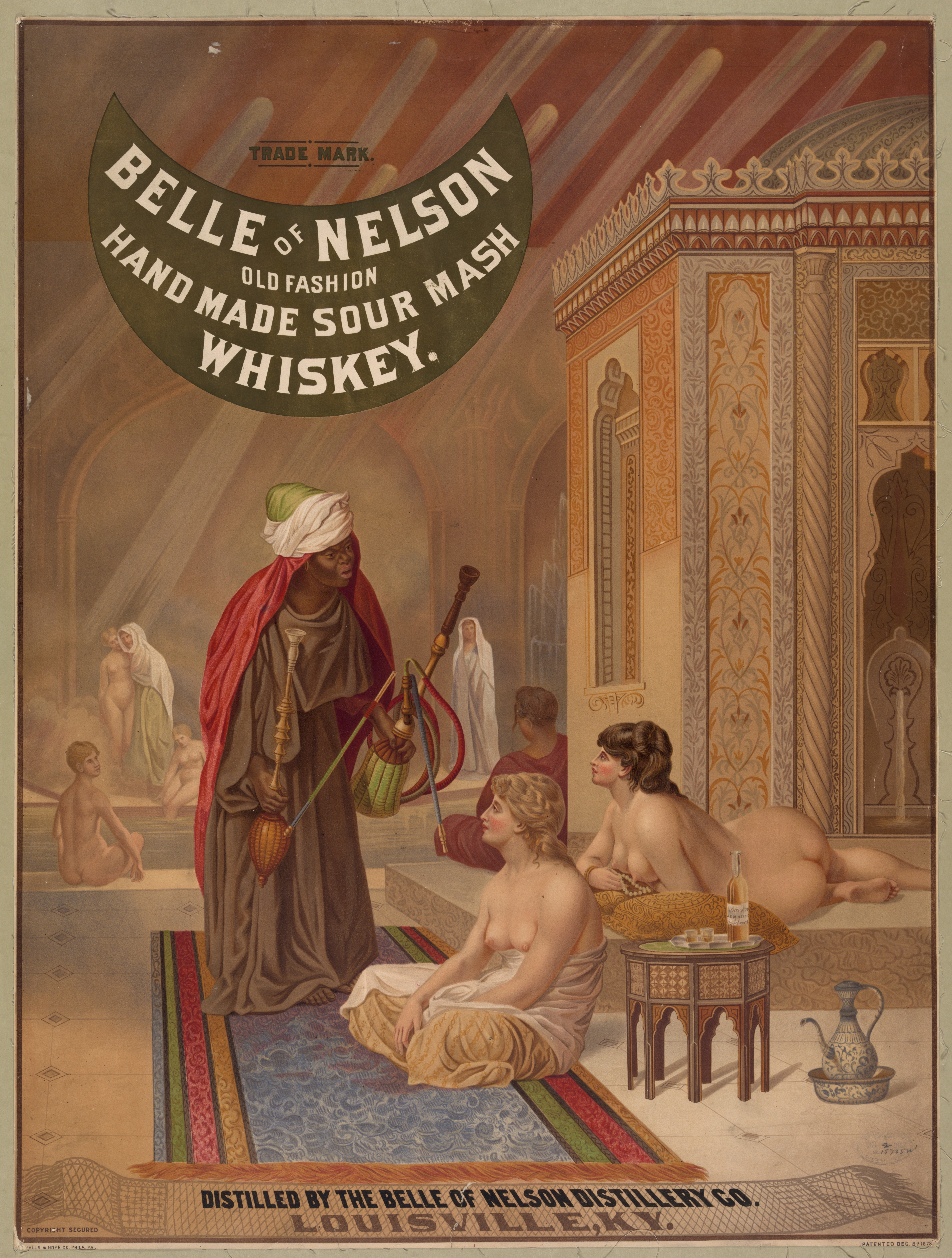
Une publicité américaine de 1883 utilisant l'œuvre.

L'œuvre a été créée entre 1875 et 1876 sur commande du grand-duc russe Alexandre Aleksandrovič, futur empereur de Russie Alexandre III, connu pour sa passion pour les œuvres d'art,. En 1876, l'œuvre est exposée au Salon de Paris sous le titre Femmes turques au bain. La critique d'art Lucy Hooper l'a décrit négativement dans The Art Journal.
En 1878, le tableau, avec le slogan anglais Good Old Handmade Whisky with Sourdough, fut utilisé pour une affiche pour la société de spiritueux Belle of Nelson, qui utilisait des femmes nues dans la publicité, recevant des critiques de l'Union des femmes chrétiennes pour la tempérance. En 1885, l'empereur Alexandre III achète un autre tableau de Gérôme sur le thème des bains, La Grande Piscine de Brousse, qui en 1918 est transférée au Musée de l'Ermitage à Petrograd et en 1930 vendue aux États-Unis. La piscine du harem a été déplacée du palais Anitchkov au musée de l'Ermitage en 1918,.

### Vol

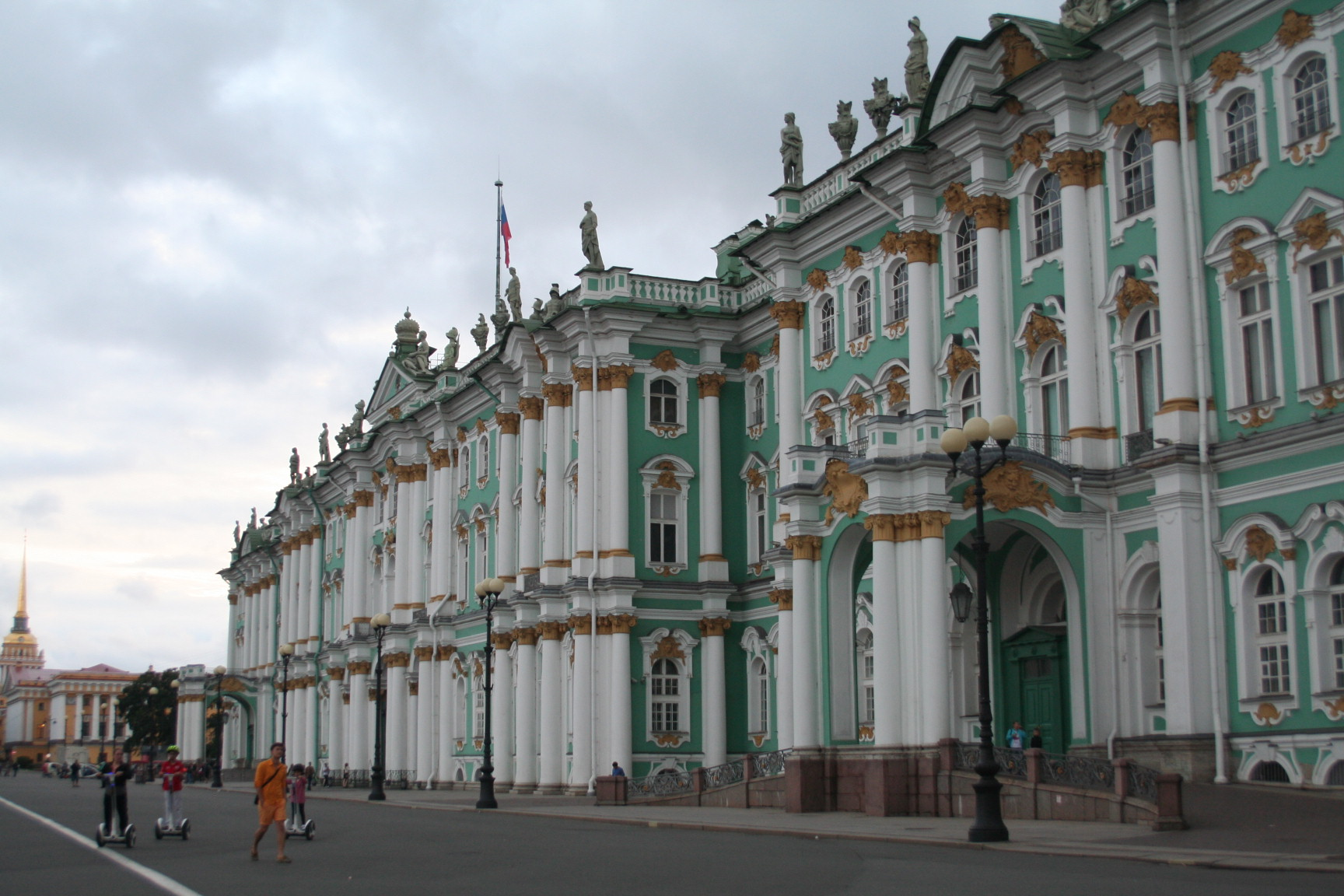
Le palais d'Hiver, siège du musée de Saint-Pétersbourg.

Le 22 mars 2001, un criminel inconnu a volé le tableau de la salle 330 du département de peinture d'Europe occidentale en plein jour, car l'œuvre n'était pas considérée comme précieuse et n'était pas connectée au système d'alarme,,. Après que le conservateur Aleksandr Babin a remarqué la disparition de la toile, la police est arrivée au musée et le palais d'Hiver a été fermé. Le directeur du musée, Mikhail Piotrovski, a déclaré que « nous avons affaire à un maniaque car la toile représentait des femmes nues » et que le voyou ne pourrait pas revendre le tableau en raison de sa renommée. La recherche a duré cinq ans, mais n'a donné aucun résultat, et l'affaire a été suspendue pour « non-identification de la personne à citer comme accusé ». Les auteurs du vol n'ont jamais été retrouvés et le tableau a alors été considéré comme irrémédiablement perdu.
Le 20 décembre 2006, dans la salle de réception du président du Parti communiste de la fédération de Russie, Guennadi Ziouganov, dans le bâtiment de la Douma d'État à Moscou, a reçu un appel d'un inconnu qui voulait lui donner quelque chose de très précieux, qu'il ne voulait pas voler ou revendre, mais qui soit « restitué au pays et au peuple ». Un anonyme a remis à Aleksandr Kulikov, membre du Comité central du Parti communiste qui était descendu à l'entrée du bâtiment, une toile pliée en quatre, dans un sac en cellophane puis dans un sac en papier. L'attachée de presse du Parti communiste Ekaterina Kibis a reconnu le tableau de Jean-Léon Gérôme volé à l'Ermitage en 2001. Les experts Viktor Petrakov et Aleksandr Podmazo, envoyés à la Douma, sont arrivés à la conclusion que le tableau était authentique et l'ont emmené dans un dépôt spécial pour un examen plus approfondi,. Le 27 décembre, le tableau est rendu à l'Ermitage pour être restauré.

### Restauration

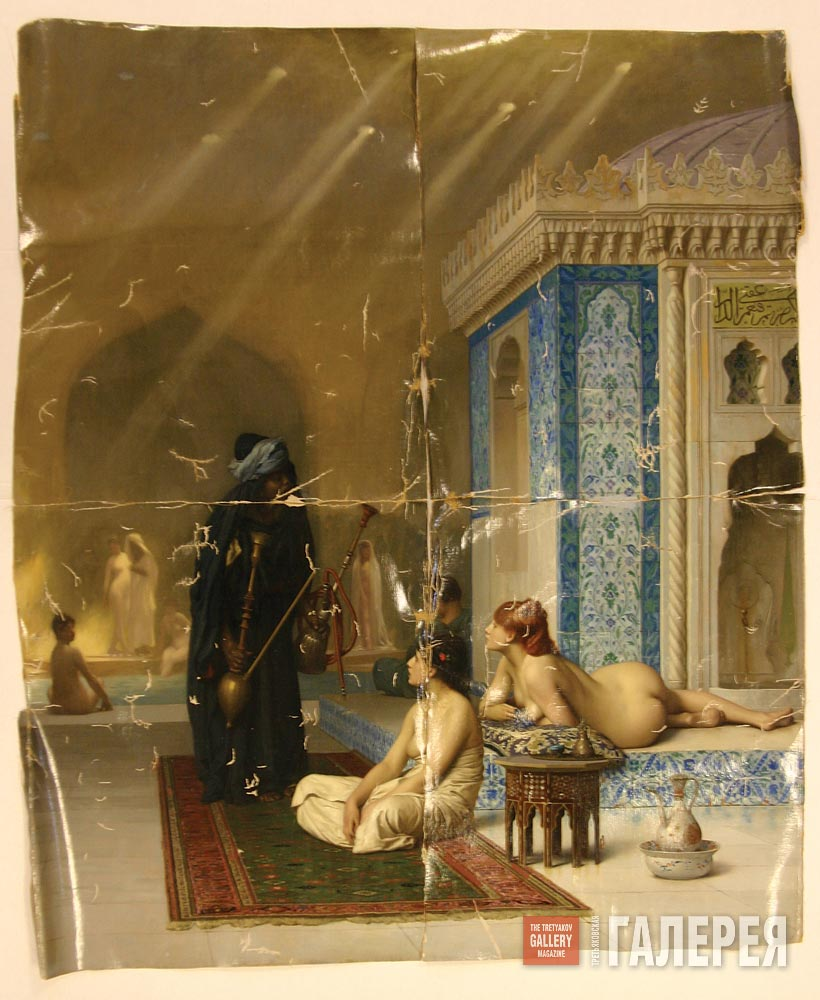
La peinture avant la restauration.

Le 29 janvier 2007, lors d'une réunion de la conférence internationale de l'UNESCO pour l'Europe centrale et orientale à l'Ermitage, en présence de la gouverneure de Saint-Pétersbourg, Valentina Ivanovna Matvienko, et du chef de la Rosochrankul'tura, Boris Antonovič Bojarskov, le tableau a été solennellement remis dans une tablette fermée au directeur de l'Ermitage Mikhail Piotrovski. La division de l'œuvre en quatre parties avait abouti à un signe en forme de croix le long des lignes de plis, et entraîné des plis et des déformations de la couche de peinture. La restauration complexe a duré de février 2007 à novembre 2009 et a été dirigée par les artistes-restauratrices Tatiana Alešina et Marija Šulepova, qui avaient auparavant restauré la peinture de Rembrandt Danaé,. Les quatre parties ont été recollées et la couche picturale fissurée sur les plis a été restaurée. Le tableau a été à nouveau exposé au musée le 1er novembre 2011, à l'occasion d'une exposition sur les œuvres de Gérôme présentes dans ses collections,. Des vitres de protection et un système d'alarme ont été installés.

## Description
Au centre du hammam, éclairé par des trous dans le toit, un serviteur à la peau foncée offre un narguilé à deux femmes blanches. L'une d'elles, aux cheveux noirs, est assise en tailleur sur un tapis à côté d'une coiffeuse, tandis que l'autre, aux cheveux roux, est allongée sur une marche de marbre, lisse comme un miroir. Au fond de la salle se trouvent d'autres femmes nues, debout ou assises près du bassin, devant deux niches. Au premier plan se trouve un pavillon décoré de tuiles florales et d'écriture arabe. Ces femmes sont des odalisques, les concubines du sultan, représentées avec des poses voluptueuses, peu ou pas habillées, enveloppées dans une légère tenue de bain et au milieu d'objets élégants et d'intérieurs marquetés : tout cela crée une atmosphère orientale censée troubler le spectateur.
Cette piscine est située dans un harem, qui dérive du terme arabe ḥarām, signifiant « interdit », et désignait la partie de la maison destinée aux femmes. Cet endroit était souvent approvisionné par des prisonnières capturées lors de campagnes militaires ou achetées sur des marchés aux esclaves. Puisque les artistes occidentaux, dont Gérôme, étaient habitués à la culture européenne, dans laquelle la représentation magistrale de la nudité dans l'art était considérée comme normale, ils ont porté une attention particulière au transfert de la beauté du corps humain et ont mal interprété, selon les théologiens islamiques, les traditions musulmanes,. Il y avait cependant une part de vérité dans les peintures de Gérôme.

## Étude

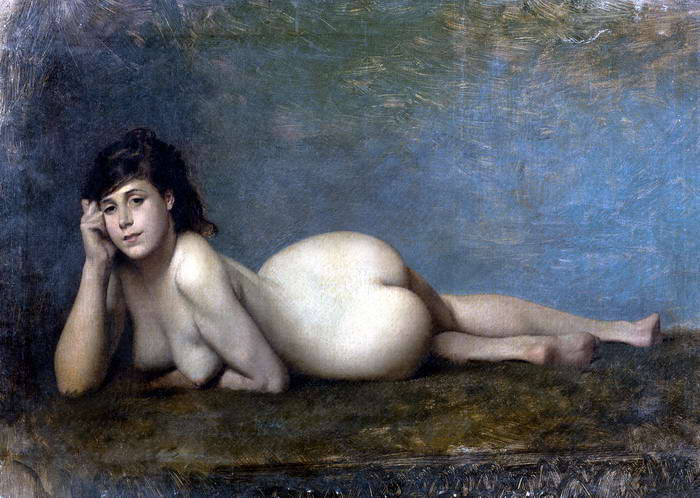
Une étude montrant le modèle de nu Emma Dupont.

Il existe une étude de nu de cette œuvre représentant l'un des modèles préférés de l'artiste, Emma Dupont, posant pour la baigneuse aux cheveux roux. Dans cette étude, Dupont est allongée sur une surface plane, devant un fond simple et abstrait. La pose prise par le modèle est telle qu'elle montre à la fois les seins et les fesses. Elle regarde directement dans les yeux du spectateur et sourit légèrement. Contrairement aux autres études pour les œuvres de Gérôme, celle-ci a une histoire particulière puisqu'elle a été donnée à la famille d'Emma Dupont elle-même et y est restée jusqu'à sa vente aux enchères.